# Прамац (сазвежђе)
Прамац (лат. Carina) је једно од 88 модерних сазвежђа. Настало је деобом ранијег сазвежђа Argo Navis („брод Арго“), које је подељено на Прамац, Једра и Крму.

## Звезде
Након поделе сазвежђа Argo Navis, новонастала сазвежђа су задржала старе ознаке звезда. Најсјајнија звезда Прамца је Канопус, алфа овог сазвежђа, и друга најсјајнија звезда на ноћном небу. Магнитуде -0,72, овај суперџин F класе је пре открића компаса служио као јужна поларна звезда морепловцима северне хемисфере који су живели довољно јужно да могу да га виде (јужније од 37° северне географске ширине). Канопус је 15.000 пута лунимознији од Сунца, од кога је удаљен око 700 светлосних година.
Једна од најзанимљивијих звезда, како овог сазвежђа тако и на небу уопште, је ета Прамца (η Carinae) — систем од најмање 2 звезде, преко 100 пута масивнији од Сунца, један од најмасивнијих које можемо детаљно да проучавамо. Сјајнија и масивнија звезда, за коју се дуго мислило да је усамљена, је преко четири милиона пута луминознија од Сунца, и очекује се да постане супернова током наредних милион година. Крајем 19. века, ета Прамца је већ била на рубу да постане супернова, али је преживела уз ослобађање материјала од кога је настала Хомункулус маглина, део веће маглине NGC 3372.
Епсилон Прамца има магнитуду од 1,86 и представља бинарни систем чија је примарна компонента укмирући наранџасти џин, а прати га бели патуљак. Ипсилон Прамца је такође бинарна звезда, чине је бели суперџин и плавобели џин. Ипсилон, бета, тета и омега Прамца чине астеризам Дијамантски крст.
У Прамцу се налази и HD 93129A, једна од најлуминознијих звезда Млечног пута, плави суперџин удаљен од Сунца око 7500 светлосних година, иначе члан двојног система.

## Објекти дубоког неба
Кроз Прамац пролази Млечни пут, тако да се у њему налази велики број објеката дубоког неба. Осим већ поменуте емисионе маглине NGC 3372 која се налази око ете Прамца, присутни су и отворена звездана јата NGC 2516 („дијамантски кластер“) и IC 2602 („јужне Плејаде“).
Глобуларно јато NGC 2808 је једно од најмасивнијих у Млечном путу, састоји се од преко милион звезда.
Отворено јато NGC 3532 има надимак „бунар жеља“ јер изгледа као одсјај новчића бачених у фонтану.
- Отворено јато NGC 2516 („дијамантски кластер“)
- Отворено јато IC 2602 („јужне Плејаде“)
- Отворено јато NGC 3532 („бунар жеља“)
- Глобуларно јато